# أحمد بن سعيد آل مكتوم
الشيخ أحمد بن سعيد آل مكتوم (ولدَ في 1 ديسمبر 1957) هو رئيس هيئة دبي للطيران المدني، والرئيس التنفيذي ورئيس مجلس الإدارة لمجموعة الإمارات ورئيس مجلس إدارة دبي العالمية وشركة نور للتكافل، وهو رئيس اللجنة المالية العليا في دبي والنائب الثاني لرئيس مجلس دبي التنفيذي.

## حياته
هو الابن الأصغر لحاكم دبي السابق سعيد بن مكتوم آل مكتوم، وهو الأخ غير الشقيق للحاكم السابق لدبي راشد بن سعيد آل مكتوم وهو عم حاكم إمارة دبي محمد بن راشد آل مكتوم.
بدأت مِهنة أحمد في صناعات الطيران في عام 1985، وذلك عندما عُينَ رئيسًا لدائرة الطيران المدني في دُبي. يُطلق على أحمد اسم «الرجل الذي وضع دبي على خريطة الطيران العالمية».

### الحياة الشخصية
تخرجَ أحمد بن سعيد آل مكتوم من جامعة دنفر، وتزوجَ من الاجتماعية المصرية نيفين الجمل عام 2007، حيثُ أنجبت له طفلًا يُسمى «سعيد بن أحمد بن سعيد آل مكتوم» في لوس أنجلوس عام 2008. في عام 2011، بلغت قيمة ثروة أحمد بن سيعد 19 مليار جنيه استرليني (31.7 مليار دولار)، مما جعله يتقدم لأول مرة على ملك تايلاند في قائمة الملكية حسب صافي القيمة. في 2008 تزوجَ أحمد من منى بنت عبيد بن ثاني آل مكتوم.
اهم اعماله
أشار أحمد بن سعيد إلى أهمية تعزيز مسيرة دبي التنموية من خلال استقطاب الاستثمارات وتطوير البنية التحتية، حيث تم الإعلان عن مشاريع جديدة في قطاع الطيران والسياحة. وأكد على أن دبي ستظل مركزًا عالميًا يجذب الزوار والمستثمرين من جميع أنحاء العالم.